# 1001 fnatt
1001 fnatt är ett musikalbum med Øystein Sunde. Albumet, som är Sundes debutalbum, utgavs 1970 av skivbolaget CBS som LP (vinyl). Albumet återutgavs av 1973 och 1977 av Philips Records och 2012 som LP och CD av skivbolaget Spinner Records (som ägs av Øystein Sunde).

## Låtlista
Sida 1
1. "Seks døgn på veien" ("Six Days on the Road" – Earl Green/Carl Montgomery/Øystein Sunde) – 2:36
2. "Honningblomst" ("Honey Pie" – John Lennon/Paul McCartney/Øystein Sunde) – 1:32
3. "400 meter hekk" (Øystein Sunde) – 2:10
4. "Super-SS-Rally-GT-Fastback-Hardtop-Sprint" (Øystein Sunde) – 1:42
5. "Sykkel-eiker" (Øystein Sunde) – 3:20
6. "Sigurd Jorsalfar" ("Old Man at the Mill" – Trad./Øystein Sunde) – 2:19

Sida 2
1. "Seksti om da'n" ("Dad, Blame Anything a Man Can't Quit" – Curly Putman/Roger Miller/Øystein Sunde) – 2:46
2. "På Lambertseterbanen" ("I Rio De Janeiro" – Carl-Axel Dominique/Cornelis Vreeswijk/Øystein Sunde) – 2:37
3. "Til Kari" (Øystein Sunde) – 2:07
4. "Jaktprat" (Øystein Sunde) – 2:27
5. "Her, der og stikkelsbær" ("Here, There and Everywhere" – John Lennon/Paul McCartney/Øystein Sunde) – 2:05
6. "Fire melk og Dagbla' for i går" (Øystein Sunde) – 1:23

## Medverkande
Musiker
- Øystein Sunde – sång, akustisk gitarr, elektrisk gitarr, banjo, dobro, mandolin, basgitarr
- Espen Rud – trummor
- Carl Morten Iversen – kontrabas
- Wiggo Elisenberg – altsaxofon, klarinett, munspel
- Lillebjørn Nilsen – banjo (på "Sigurd Jorsalfar")
- Kari Svendsen – munharpa (på "Sigurd Jorsalfar")

Produktion
- Mikkel Aas – musikproducent
- Jan Erik Kongshaug – ljudtekniker
- Tomas Siqveland, Rune Johansen – remastering (2012)